# Georg Stetefeld
Georg Stetefeld (* 16. April 1883 in Nürnberg; † 21. Mai 1966) war ein hessischer Politiker (FDP) und Abgeordneter des Hessischen Landtags.

## Ausbildung und Beruf
Georg Stetefeld besuchte die Volksschule und Handelsschule und machte danach eine technische und kaufmännische Ausbildung im Baugewerbe. Bis 1914 war er in leitenden Stellungen in verschiedenen Druckereien tätig. 1914 bis 1918 leistete er Kriegsdienst. 1919 bis 1921 war er Geschäftsführer der DDP und 1922 bis 1924 in der Reichsfinanzverwaltung tätig. Nach der Machtergreifung der Nationalsozialisten wurde er als „politisch unzuverlässig“ entlassen. 1934 bis 1939 war er in freien Berufen tätig und 1939 bis 1943 bei der Wehrmacht erneut Kriegsteilnehmer.

## Politik
Georg Stetefeld war 1924 bis 1934 Bürgermeister in Wächtersbach, bevor er durch die Nationalsozialisten als politisch unzuverlässig entlassen wurde.
Nach dem Zweiten Weltkrieg gehörte er zu den Gründern der FDP, die in Hessen zunächst als Liberaldemokratische Partei (LDP) auftrat. 1945 bis 1946 war er Landrat in Gelnhausen.
Vom 26. Februar 1946 bis zum 14. Juli 1946 war er Mitglied des ernannten Beratenden Landesausschusses Groß-Hessen und vom 1. Dezember 1946 bis zum 30. November 1950 Mitglied des Hessischen Landtags. Vom 10. März 1947 bis zum 30. September 1949 war er Mitglied des Parlamentarischen Rates des Länderats der amerikanischen Zone.

## Ehrungen
- 1953: Verdienstkreuz (Steckkreuz) der Bundesrepublik Deutschland